# Richard Fox
Richard Fox, även stavat Foxe, född cirka 1448, död 5 oktober 1528, var en engelsk prelat, som blev biskop av Exeter, Bath och Wells, Durham och Winchester, Lord Privy Seal och grundare av Corpus Christi College, Oxford.

## Tidigt liv
Richard Fox föddes i Ropsley nära Grantham i Lincolnshire.  Hans föräldrar tillhörde klassen yeoman, men man vet inte mycket om hans tidiga liv. Han antas ha utbildats vid Magdalen College, Oxford, från vilket han sedan lockade många medlemmar till sitt nygrundade Corpus Christi. Han tycks även ha studerat vid Cambridge, men man vet inget säkert om hans trettiofem första år.

## Under Henrik VII:s tid
År 1484 befann han sig i Paris, kanske i studiesyfte, kanske för att han gjort sig ovän med Rikard III. Det var här han kom i kontakt med Henrik Tudor, som hade påbörjat sin strävan att nå den engelska tronen, och Fox kom i hans tjänst. I januari 1485 ingrep Rikard för att förhindra Fox utnämning till kyrkoherde i Stepney, på grund av hans bekantskap med "den store rebellen Henry ap Tuddor."
Fox fick betydande poster direkt efter Slaget vid Bosworth Field vilket tyder på att han redan varit i tjänst längre än vad som går att finna i källorna. Henrik såg till att belöna allierade som också varit i exil, och styra som Ferdinand II av Aragonien genom jurister och kyrkomän, snarare än att lita på adelsmän som bidragit till Rosornas krig. Men om Fox inte visat sig politiskt erfaren och kunnig hade Henrik aldrig utnämnt honom till sin främste sekreterare, och sedan till Lord Privy Seal och biskop av Exeter (1487). Kyrkoposten gav en lön som inte Henrik behövde bekosta och Fox besökte inte ens Exeter eller stiftet Bath and Wells som han tilldelades 1492. Hans uppgift var strikt politisk och diplomatisk. Under John Mortons livstid var Fox underställd honom men efter ärkebiskopens död var han Henriks närmaste man, och hade en betydande del i allt som rörde rikets diplomati. 1487 förhandlade han fram ett fördrag med kung Jakob III av Skottland och 1491 döpte han den blivande Henrik VIII. År 1492 hjälpte han till med Freden i Etaples och 1493 var han huvudombud i förhandlingarna i det berömda handelsavtal med Nederländerna som Bacon tycks ha varit den första att kalla Intercursus Magnus.
År 1494 hade Fox förflyttats till Durham, inte bara för att det var ett rikare biskopssäte än Bath and Wells utan även för dess politiska betydelse som palatin-earldöme och dess läge, med tanke på gränsen och relationerna med Skottland. På grund av detta snarare än några kyrkliga skrupler besökte och bosatte sig Fox i sitt nya stift. Han bosatte sig i Norham Castle, som han befäste och försvarade mot en skotsk räd å Perkin Warbecks vägnar (1497). Men han ägnade sig främst åt stilla arbete. Samma år förhandlade han om Perkins tillbakadragande från Jakob IV:s hov, och mellan 1498 och 1499 slutförde han de förhandlingar som ledde till ett äktenskapsfördrag mellan den skotske kungen och Henriks dotter Margareta, vilket ledde till en union mellan de båda kronorna 1603 och de båda rikena 1707. Bröllopet ägde rum 1503, ett sekel före Jakob I:s trontillträde.
Detta fullbordade Fox arbete i norr, och omkring 1501 förflyttades han igen till Winchester, som då räknades som det rikaste biskopsstiftet i England. Samma år slutförde han äktenskapsförhandlingar som fick mycket betydelsefulla slutresultat, när prins Arthur trolovades med Katarina av Aragonien. Hans sista diplomatiska bedrift under Henrik VIII:s styre var trolovandet av kungens yngre dotter Mary med den framtida kejsaren Karl V.
År 1500 valdes han till kansler av Cambridge University, och 1507 blev han herre över Pembroke Hall, Cambridge. Lady Margaret Beaufort gjorde honom till en av sina exekutorer, och i denna kapacitet liksom i den som kansler hade han en viktig roll i att reglera grundandet av St John's College, Cambridge, och Lady Margarets professurer och lektorat. Hans finansiella arbete gav honom ett mindre avundsvärt rykte.
Henrik VIII:s trontillträde ökade Fox makt och personalen på hans ministerium förblev oförändrad. Venedigs ambassadör kallad "alter rex" ("den andre kungen") och den spanske ambassadören Carroz sade att Henrik litade på honom mer än på någon annan rådgivare, fastän han också nämner Henriks varning att biskopen levde upp till sitt namn och "verkligen var en räv". Han var ledaren för de kyrkliga statsmännen av Mortons skola, trodde på ofta hållna parlament och motsatte sig den kraftfulla utrikespolitik som lekmän som Surrey antas ha förespråkat. Hans kollegor var William Warham och Ruthal, men Warham och Fox hade olika åsikter i frågan om kung Henriks äktenskap, då Fox rådde att giftermålet med Katarina av Aragonien skulle fullbordas, medan Warham uttryckte tvivel på dess kanoniska giltighet. De hade också olika uppfattningar om ärkebiskopens av Canterbury förmånsrätt rörande olika frågor om kyrklig jurisdiktion.
Thomas Wolseys snabba uppgång 1511 gjorde slut på Fox inflytande. Den fredliga politik som fördes under Henrik VIII:s första två år som regent efterträddes av en äventyrlig utrikespolitik som riktade sig särskilt mot Frankrike, och Fox klagade på att ingen vågade göra något som gick emot Wolseys önskemål. Fox lämnade posten som Lord Privy Seal på grund av Wolseys försök att driva ut kung Frans I av Frankrike ur Milano genom att finansiera en expedition som leddes av kejsar Maximilian I 1516. Cuthbert Tunstall protesterade, Wolsey övertog Warhams plats som kansler, och Fox efterträddes av Ruthal. Men han gratulerade Wolsey med värme två år senare när krigiska äventyr övergavs i freden i London. Men år 1522 när krig förklarades igen vägrade han bestämt att ta någon del av ansvaret och 1523 motsatte han sig de finansiella kraven.
Han ägnade sig ut åt sina länge försummade förpliktelser som biskop. Han sade sig vara lika angelägen om reformering av prästerskapet som Symeon om Messias ankomst, men han var för gammal för att åstadkomma mycket själv i fråga om att åtgärda de moraliska bristerna i klosterväsendet som han beklagade. Under hans sista tio år i livet förföll hans syn och  Matthew Parker hävdade att Wolsey föreslog att Fox skulle pensioneras från sitt biskopsstift,  men Fox motsatte sig detta.
Kronan på Fox karriär var grundandet av Corpus Christi College, som han upprättade 1515–1516. Institutionen gick i renässansens anda. Fox dog i Wolvesey. Corpus Christi College har flera porträtt och andra reliker efter sin grundare.